# Hairspray (musical)
Hairspray és un musical amb música de Marc Shaiman, lletres de Scott Wittman i Shaiman; i llibret de Mark O'Donnell i Thomas Meehan, basada en la pel·lícula Hairspray de John Waters. Les cançons inclouen música de ball dels anys 60 i rhythm and blues "downtown". El 1962, a Baltimore, Maryland, el somni d'una adolescent obesa és ballar al The Corny Collins Show, un programa de ball emès a la televisió local basat en el real Buddy Deane Show. Quan Tracy guanya un paper a l'espectacle, esdevé una celebritat de la nit al dia. Llavors llança una campanya per integrar el show. Hairspray és un comentari social sobre les injustícies de part de la societat americana a la dècada dels 60.
La producció original del musical de Broadway s'estrenà el 15 d'agost del 2002 i guanyà 8 Premis Tony de 13 nominacions. Es representà en 2.500 funcions, tancant el 4 de gener del 2009. Hairspray també ha tingut gires pels Estats Units, una producció al West End londinenc, així com diverses produccions estrangeres; i va ser adaptada el 2007 pel cinema. La producció de Londres va ser nominada a 11 Premis Laurence Olivier, guanyant-ne 4 (entre ells, el de Millor Musical).

## Rerefons
D'acord amb les entrevistes incloses a un DVD extra de la pel·lícula, la productora teatral Margo Lion va concebre Hairspray com un musical el 1998, després de veure la pel·lícula per la televisió. Va contactar amb John Waters, qui estigué d'acord, i llavors n'adquirí els drets a New Line Cinema. Lion contactà amb Marc Shaiman, qui li mostrà interès en el projecte només si es podia incloure al seu company Scott Wittman, i Lion estigué d'acord. Presentaren 3 cançons (una de les quals, "Good Morning Baltimore", esdevindria la primera cançó de l'espectacle) a la vista del treball inicial, Lion es convencé que havia reunit l'equip correcte.
Lion contactà amb Rob Marshall perquè dirigís el musical. En aquells moments, Marshall estava negociant dirigir l'adaptació cinematogràfica de Chicago, però acordà col·laborar en les etapes inicials de Hairspray, amb l'estipulació que podria abandonar el projecte si finalment acabava dirigint la pel·lícula. Marshall recordava a Marissa Jaret Winokur de la seva breu aparició a la pel·lícula American Beauty, i preparà una reunió amb Shaiman i Wittman. Ambdós s'adonaren que era perfecta pel paper de Tracy Turnblad, però dubtaven de contractar-la sense veure altres audicions. Van contractar a Winokur per treballar amb ells en el projecte, però especificant que podria ser substituïda. Un any després, a Winokur se li diagnosticà un càncer, sotmetent-se a quimioteràpia i a una histerectomia sense dir-s'ho a ningú (llevat de a la seva família immediata) per tal de no perdre el paper. Un cop restablerta, Winokur tornà a la feina. Mentrestant, Marshall havia començat a treballar a Chicago, i Jack O'Brien i Jerry Mitchell van ser contractats per Lion per dirigir i coreografiar, respectivament, Hairspray. A Winokur se li va dir que necessitaria una audició entre centenars d'aspirants més, però quan es trobà amb O'Brien i Mitchel, ambdós acordaren que era perfecta pel paper.
A la pel·lícula original, la mare de Tracy havia estat interpretada per Divine, i a Shaiman li agradà la idea de mantenir la tradició que el paper d'Edna Turnblad fos interpretat per un home. Suggerí a Harvey Fierstein, basant-se sobretot en la característica veu de l'actor, i O'Brien es mostrà d'acord.

## Sinopsi
Situació: Baltimore, Maryland, juny de 1962

### Primer Acte

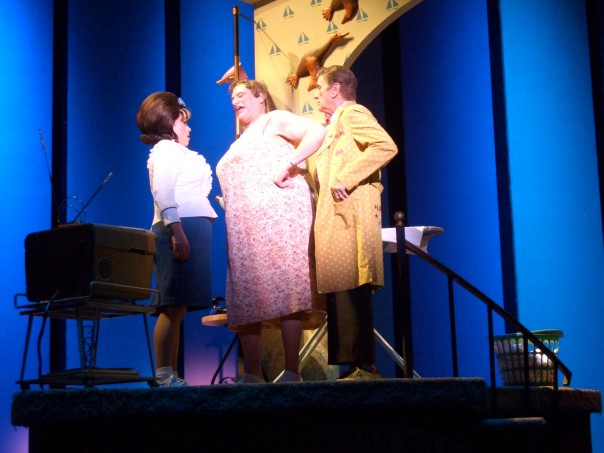
Katrina Rose Dideriksen i Harvey Fierstein.

Mentre que encara està al llit, Tracy Turnblad, una adolescent, perla sobre el seu amor per la seva llar, pel ball i el seu desig de ser famosa. (“Good Morning Baltimore”) Després de l'escola, Tracy corre cap a casa amb Penny, la seva millor amiga, per unir-se a “The Nicest Kids in Town” al show de ball adolescent local, The Corny Collins Show. Edna, la mare d'Edna, es mostra irònica i es complany sobre el soroll de la música de la televisió, mentre que la mare de Penny es queixa perquè és música racial. Després de l'anunci que es faran audicions per un lloc en l'espectacle, Tracy demana permís a la seva mare per anar-hi. Edna, que tem que se'n riguin de Tracy pel seu pes, li ho nega. Penny i Amber (la ballarina principal del Corny Collins Show), tenen disputes semblants amb les seves mares (“Mama, I’m a Big Girl Now”). Després d'obtenir el permís i el suport del seu pare Wilbur, Tracy es presenta a l'audició i ensopega amb l'ídol adolescent, Link Larkin, que condueix a una escena de somni (“I Can Hear the Bells”). Velma Von Tussle, la productora de The Corny Collins Show, rebutja a Tracy a causa de la seva mida (“(The Legend of) Miss Baltimore Crabs”). Velma, a més, també rebutja a una nena negra, Little Inez. De tornada a l'escola, Tracy és enviada a tutoria a causa que el seu cabell "obstrueix a tots la vista de la pissarra". Allà es troba amb Seaweed, un ballarí negre, i fill de Motormouth Maybelle, el presentador de Negro Day, qui li ensenya diversos passos de ball. Tracy fa servir els nous passos de ball al Sophomore Hop al dia següents per presentar-se ella mateixa a Corny Collins (“The Madison”). Quan Corny veu com pot ballar la Tracy, li dona un lloc al show (“The Nicest Kids in Town (Reprise)”). Durant l'emissió, Corny suggereix que Link podria cantar-li a Tracy “It Takes Two”, i Link accepta ràpidament, tot i que deixa consternada a Amber. Després del show, Mr. Spritzer, l'amoïnat productor de l'espectacle, pregunta a Velma sobre el nomenament de Tracy. Velma, amenaçant despatxar a Corny de l'espectacle, queda finalment consternada i decideix arruïnar a Tracy (“Velma’s Revenge”). A la llar dels Turnblad, Edna rep trucades dels fans que volen veure a Tracy al show. Una trucada prové del Mr. Pinky, el propietari d'una botiga de roba de talles gran, per a un aval. Travy demana a la seva mare que l'acompanyi perquè actuï com la seva agent, tot i que Edna fa anys que no abandona el seu apartament. Finalment, Edna fa un canvi d'imatge radical, i com li diuen, és Benvinguda als 60 (“Welcome to the ’60s"), i Tracy esdevé la cara de la botiga. Els senyals de la fama de Tracy són evidents a l'escola, amb grafits a les parets i membres del consell donant suport al seu pentinat. A l'escola, Amber, gelosa de la fama de Tract, llança amb fúria una pilota cap al seu cap, deixant a Tracy inconscient. Després del partit, Link està amb Tracy, mentre que Peny i Seaweed (que 'agraden mútuament) van cap a la infermeria. Seaweed diu que el que Tracy necessita és una mica de diversió, i els convida a tots a la botiga de discs de la seva mare per a una festa (“Run and Tell That!”). A la botiga, Tracy fa que tots marxin contra l'emissora en el proper Mother-Daughter Day, ja que als negres només se'ls permet sortir al show un dia al mes, en el Negro Day. Abans que comencin, Motormouth Maybelle convenç a uns dubtosos Edna i Wilbur perquè vagin amb ells. Durant la protesta, encapçalada per Motormouth, Velma crida a la policia i comença una baralla. Quan la policia arriba al lloc, gairebé tots són detinguts (“Big, Blonde, and Beautiful”).

### Segon Acte
Gairebé totes les dones estan empresonades a la “The Big Dollhouse”. Gràcies a les tàctiques brutes de Velma, el governador la perdona a ella i a Amber. Wilbur treu a tota la resta, excepte a Tracy que ha de quedar-se a la presó a causa d'una nova manipulació de Velma. Tracy està sola i desitja que Link pogués estar allà amb ella (“Good Morning Baltimore (Reprise)”). De nou a Har-De-Har Hut (la botiga d'objectes de broma de Wilbur), Wilbui i Edna estan tristos a causa que tot i els diners gastats per alliberar-les a totes, Tracy encara està a la presó. Edna simpatitza amb el somni de la seva filla, i amb Wilburn recorden el seu passat i com mai no podrien separar-se l'un de l'altre (“(You’re) Timeless to Me”). Aquella nit, Link aconsegueix entrar a la presó on troba a Tracy tota sola. Mentre que Link i Tracy es reuneixen, Prudy, la mare de Penny, la castiga per "anar a la presó sense tenir permís", i la lliga al llit, a on Seaweed va a rescatar-la; i ambdues parelles es declaren el seu mutu amor (“Without Love”). Després d'escapar de les seves presons respectives, busquen refugi a Motormouth Maybelle’s Record Shop. Tracy pensa que no és just que després de tot el seu treball, The Corny Collins Show segueixi estant segregat. Fan un pla per com poden ajudar a integrar el show, mentre que Motormouth recorda la seva llarga lluita per la igualtat (“I Know Where I’ve Been”). El dia del concurs de Miss Teenage Hairspray, Corny Collins comença el programa amb una cançó (“(It’s) Hairspray”). Amber mostra els seus talents en un intent de tenir més vots per part dels telespectadors (“Cooties”). Tot just quan s'han d'anunciar els resultats, Tracy apareix a l'escenari, on se li uneixen Link, Penny, Seaweed, Edna, Wilbur, Little Inez, i Motormouth (“You Can't Stop the Beat”). Tracy és declarada la guanyadora del concurs i declara que The Corny Collins Show ja està oficialment integrat. Mr. Spritzer entra corrent a l'escenari per la resposta del públic i anuncia que el governador ha perdonar a Tracy i ofereix a Link un contracte. Prudy arriba a l'estudi i, veient com està de feliç Penny amb Seaweed, accepta a la seva filla per qui és. Finalment, la companyia conviden a Amber i a Velma a unir-se a la festa... i Tracy i Link es fan el seu primer petó.

## Papers principals i intèrprets
| Personatge                   | Descripció | Actor/Actriu Original de Broadway | Substituts Notables a Broadway                                   | Actor/Actriu Original del West End | Substituts Notables al West End      | Pel·lícula del 2007       | Hairspray Live!       |
| ---------------------------- | --- | --------------------------------- | ---------------------------------------------------------------- | ---------------------------------- | ------------------------------------ | ------------------------- | --------------------- |
| Tracy Turnblad               | Una adolescent grassoneta, que somia amb la fama i lluita per integrar racialment The Corny Collins Show.                                                                                          | Marissa Jaret Winokur             | Kathy Brier Shannon Durig Marissa Perry                          | Leanne Jones                       | Chloe Hart                           | Nikki Blonsky             | Maddie Baillio        |
| Edna Turnblad                | La mare de Tracy (interpretada per un home). Porta una bugaderia a casa seva. | Harvey Fierstein                  | Michael McKean Paul Vogt John Pinette George Wendt               | Michael Ball                       | Brian Conley Phill Jupitus           | John Travolta             | Harvey Fierstein      |
| Amber Von Tussle             | La princesa malcriada i egoista de The Corny Collins Show., Tot i la seva manca de talent, està disposada a fer qualsevol cosa per guanyar el premi de Miss Teenage Hairspray                      | Laura Bell Bundy                  | Becky Gulsvig Haylie Duff Ashley Spencer Aubrey O'Day            | Rachael Wooding                    |                                      | Brittany Snow             | Dove Cameron          |
| Velma Von Tussle             | La manipuladora i obstinada mare d'Amber, productora de The Corny Collins Show, que busca per la seva filla la fama que ella mai no va tenir.                                                      | Linda Hart                        | Michele Pawk Isabel Keating Mary Birdsong Karen Mason            | Tracie Bennett                     | Liz Robertson Belinda Carlisle       | Michelle Pfeifer          | Kristin Chenoweth     |
| Penny Pingleton              | La millor amiga de Tracy. | Kerry Butler                      | Jennifer Gambatese Diana DeGarmo Caissie Levy Alexa Vega         | Elinor Collett                     | Verity Rushworth                     | Amanda Bynes              | Ariana Grande         |
| Link Larkin                  | Adolescent i un dels Membres del Consell de The Corny Collins Show, que s'enamora de Tracy. | Matthew Morrison                  | Richard H. Blake Andrew Rannells Ashley Parker Angel Aaron Tveit | Ben James-Ellis Liam Tamme         |                                      | Zac Efron                 | Garrett Clayton       |
| Motormouth Maybelle          | Propietària d'una botiga de discs al downtown i presentadora del "Negro Day" al The Corny Collins Show.                                                                                            | Mary Bond Davis                   | Darlene Love Jenifer Lewis                                       | Johnnie Fiori                      | Sharon D Clarke                      | Queen Latifah             | Jennifer Hudson       |
| Seaweed J. Stubbs            | Ballarí al "Negro Day", fill de Motormouth Maybelle, que s'enamora de Penny. | Corey Reynolds                    | Tevin Campbell                                                   | Adrian Hansel                      |                                      | Elijah Kelley             | Ephraim Sykes         |
| Wilbur Turnblad              | El pare de Tracy, bojament enamorat de la seva dona, Edna. Encoratja a Tracy a seguir els seus somnis.                                                                                             | Dick Latessa                      | Jere Burns Jerry Mathers Jim J. Bullock Stephen DeRosa           | Mel Smith                          | Ian Talbot Nigel Planer Micky Dolenz | Christopher Walken        | Martin Short          |
| Corny Collins                | El presentador de The Corny Collins Show. | Clarke Thorell                    | Lance Bass                                                       | Paul Manuel                        |                                      | James Marsden             | Derek Hough           |
| Little Inez                  | La germana petita de Seaweed, que intenta tenir una audició a The Corny Collins Show, però és rebutjada perquè és negre.                                                                           | Danelle Eugenia Wilson            | Naturi Naughton                                                  | Natalie Best                       |                                      | Taylor Parks              | Shahadi Wright Joseph |
| Figura Autoritària Femenina  | La Matrona vigilant de la presó, la professora de gimnàs i Prudy Pingleton: la ultra-protectora i tancada de mires mare de Penny.                                                                  | Jackie Hoffman                    | Julie Halston Susan Mosher                                       | Wendy Somerville                   |                                      | Allison Janney            |                       |
| Figura Autoritària Masculina | Mr. Pinky, propietari de Mr. Pinky's Hefty Hideaway que dona a Tracy and Edna un canvi d'imatge, el Director de l'Institut Patterson Park, i Mr. Harriman F. Spritzer, el President d'Ultra Clutch | Joel Vig                          | Jim J. Bullock Kevin Meaney                                      | Dermot Canavan                     |                                      | Jerry Stiller Paul Dooley |                       |

## Números Musicals
| Act I - "Good Morning Baltimore" – Tracy i la Companyia - "The Nicest Kids in Town" – Corny i Membres del Consell - "Mama, I’m a Big Girl Now" – Edna, Tracy, Prudy, Penny, Velma, Amber i la Companyia - "I Can Hear the Bells" – Tracy i la Companyia - "(The Legend of) Miss Baltimore Crabs" – Velma i Membres del Consell amb Tracy, Penny i Little Inez - "The Madison"† – Corny i la Companyia - "The Nicest Kids in Town (Reprise)"† – Corny i Membres del Consell - "It Takes Two" – Link, Tracy i Homes - "Velma’s Revenge"† – Velma - "Welcome to the ’60s" – Tracy, Edna, The Dynamites i la Companyia - "Run and Tell That!" – Seaweed, Little Inez i Nois de Tutoria - "Big, Blonde, and Beautiful" – Motormouth, Little Inez, Tracy, Edna, Wilbur i la Companyia | Act II - "The Big Dollhouse" – Matron, Edna, Velma, Tracy, Amber, Penny, Motormouth, Little Inez i Cor de Dones - "Good Morning Baltimore (Reprise)" – Tracy - "(You’re) Timeless to Me" – Edna i Wilbur - "Without Love" – Tracy, Link, Penny, Seaweed i la Companyia - "I Know Where I’ve Been" – Motormouth i la Companyia - "(It’s) Hairspray" – Corny i Membres del Consell - "Cooties" – Amber i Membres del Consell - "You Can't Stop the Beat" – Tracy, Link, Penny, Seaweed, Edna, Wilbur, Motormouth, Amber, Velma i la Companyia |

†No apareix a l'enregistrament original.

## Produccions

### Producció Original de Broadway
Després d'un temps de rodatge a Seattle, Hairspray s'estrenà a Broadway al Neil Simon Theatre el 15 d'agost del 2002. La producció estava dirigida per Jack O'Brien i coreografiada per Jerry Mitchell, amb escenografia de David Rockwell, vestuari de William Ivey Long i il·luminació de Kenneth Posner. El repartiment original de Broadway incloïa a Marissa Jaret Winokur i Harvey Fierstein als papers principals de Tracy i Edna, respectivament. El repartiment també estava format per Laura Bell Bundy, Kerry Butler, Linda Hart i Dick Latessa.
A l'edició del 2003 dels Premis Tony va ser nominada en 12 categories, guanyant-ne 8 (Millor Musical, Millor Llibret, Millor Partitura Original, Millor Disseny de Vestuari i Millor Direcció de Musical. Marissa Janet Winokur, Harvey Fierstein i Dick Latessa també van ser premiats per les seves interpretacions.
La producció rutllà durant més de 6 anys, realitzant 2.642 funcions i tancant el 4 de gener del 2009. Fierstein tornà al paper l'11 de novembre del 2008 i Winokur el 9 de desembre, per realitzar les darreres funcions.

### Altres produccions als Estats Units
La primera gira nacional pels Estats Units s'inicià al setembre del 2003 a Baltimore i acabà al juny del 2006. Estava protagonitzada per Carly Jibson com Tracy, Bruce Vilanch com Edna, Terrell Brooks com Seaweed, Sandra DeNise com Penny, Susan Cella com Velma, i Ramona Cole com Motormouth Maybelle (tot i que Charlotte Crossley és més coneguda per la gira, Charlotte substituí Ramona). Quan la gira passà per Los Angeles, Marissa Jaret Winokur va tornar a interpretar a Tracy, juntament amb el Link original de Broadway, Matthew Morrison. Un segon tour nacional començà el 6 de gener del 2009, dos dies després que Hairspray tanqués a Broadway.
La producció de Las Vegas es representà al Luxor Hotel el 2006, protagonitzada per Katrina Rose Dideriksen com Tracy, Austin Miller com Link, i Fierstein i Latessa reprenent els seus papers d'Edna i Wilbur Turnblad, respectivament. Aquesta versió de només 90 minuts era representada en un únic acte, i entre les cançons tallades hi havia "The Big Dollhouse", "(The Legend of) Miss Baltimore Crabs", "Velma's Revenge", "Good Morning Baltimore (Reprise)", i "Cooties".
El 12 de novembre del 2008, com a part de la seva 200a temporada, el Walnut Street Theatre de Fidadèlfia estrenà una producció de Hairspray que tancà el 4 de gener del 2009 (el mateix dia de cloenda de la producció de Broadway).

### Produccions al Regne Unit
La producció del West End s'estrenà al Shaftesbury Theatre l'30 d'octubre del 2007. Michael Ball interpretà a Edna, amb Mel Smith com Wilbur Turnblad, la debutant Leanne Jones com Tracy, Tracie Bennett com Velma, Paul Manuel com Corny Collins, Rachael Wooding com Amber, Elinor Collett com Penny, i Ben James-Ellis com Link. L'equip creatiu de Broadway, encapçalats per Jack O'Brien i Jerry Mitchell, es tronà a reunir per la producció de Londres. Hairspray aconseguí un rècord d'11 nominacions als Premis Olivier, guanyant els de Millor Musical, Millor Actor i Actriu (Jones i Ball).
L'agost del 2008, el canal de televisió Sky 1 començà a emetre Hairspray: The School Musical.

## Premis i nominacions

### Producció de Broadway
Premi Tony
- Millor Musical (guanyador)
- Millor Llibret de Musical (guanyador)
- Millor Partitura (guanyador)
- Millor Actor Protagonista de Musical (Harvey Fierstein) (guanyador)
- Millor Actriu Protagonista de Musical (Marissa Jaret Winokur) (guanyador)
- Millor Actor de Repartiment de Musical (Dick Latessa) (guanyador)
- Millor Vestuari de Musical (William Ivey Long) (guanyador)
- Millor Direcció de Musical (Jack O'Brien) (guanyador)
- Millor Actor de Repartiment de Musical (Corey Reynolds) (nominat)
- Millor Escenografia de Musical (nominat)
- Millor Il·luminació de Musical (nominat)
- Millor Coreografia (nominat)
- Millor Orquestració (nominat)

Premi Drama Desk
- Musical Nou Més Destacat (guanyador)
- Llibret de Musical Més Destacat (guanyador)
- Actor de Musical Més Destacat (guanyador)
- Actriu de Repartiment de Musical Més Destacada (guanyador)
- Actor de Repartiment de Musical Més Destacat (Dick Latessa) (guanyador)
- Direcció de Musical Més Destacada (guanyador)
- Lletres Més Destacades (guanyador)
- Música Més Destacada (guanyador)
- Vestuari Més Destacat (guanyador)
- Actor de Repartiment de Musical Més Destacat (Corey Reynolds) (nominat)
- Actriu de Repartiment de Musical Més Destacada (Kerry Butler) (nominat)
- Coreografia Més Destacada (nominat)
- Orquestracions Més Destacades (nominat)
- Escenografia de Musical Més Destacada (nominat)

Premi Theatre World
- Jackie Hoffman
- Marissa Jaret Winokur

### Producció del West End
Premi Critics' Circle Theatre (2007)
- Millor Musical
- Debutant més Prometedor – Leanne Jones (Premi Jack Tinker al Debutant més Prometedor)

Premi Laurence Olivier
- Millor Musical (guanyador)
- Millor Actriu de Musical (Leanne Jones) (guanyador)
- Millor Actor de Musical (Michael Ball) (guanyador)
- Millor Actuació en un Paper de Repartiment de Musical (Tracie Bennett) (guanyador)
- Millor Actuació en un Paper de Repartiment de Musical (Elinor Collett) (nominat)
- Millor Director (Jack O'Brien) (nominat)
- Millor Coreògraf (Mitchell) (nominat)
- Millor Il·luminació (Kenneth Posner) (nominat)
- Millor Escenografia (David Rockwell) (nominat)
- Millor Vestuari (William Ivey Long) (nominat)
- Millor So (Steve C. Kennedy) (nominat)

Premi Evening Standard (2007)
- Millor Musical Nou